# Parasmittina parsevalii
Parasmittina parsevalii är en mossdjursart som först beskrevs av Jean Victor Audouin 1826.  Parasmittina parsevalii ingår i släktet Parasmittina och familjen Smittinidae. Inga underarter finns listade i Catalogue of Life.